# Augochloropsis semele
Augochloropsis semele är en biart som först beskrevs av Carlos Schrottky 1902.  Augochloropsis semele ingår i släktet Augochloropsis och familjen vägbin. Inga underarter finns listade.